# Crossomitrium splitgerberi
Crossomitrium splitgerberi là một loài rêu trong họ Pilotrichaceae. Loài này được (Mont.) Müll. Hal. mô tả khoa học đầu tiên năm 1874.